# Southwark Bridge

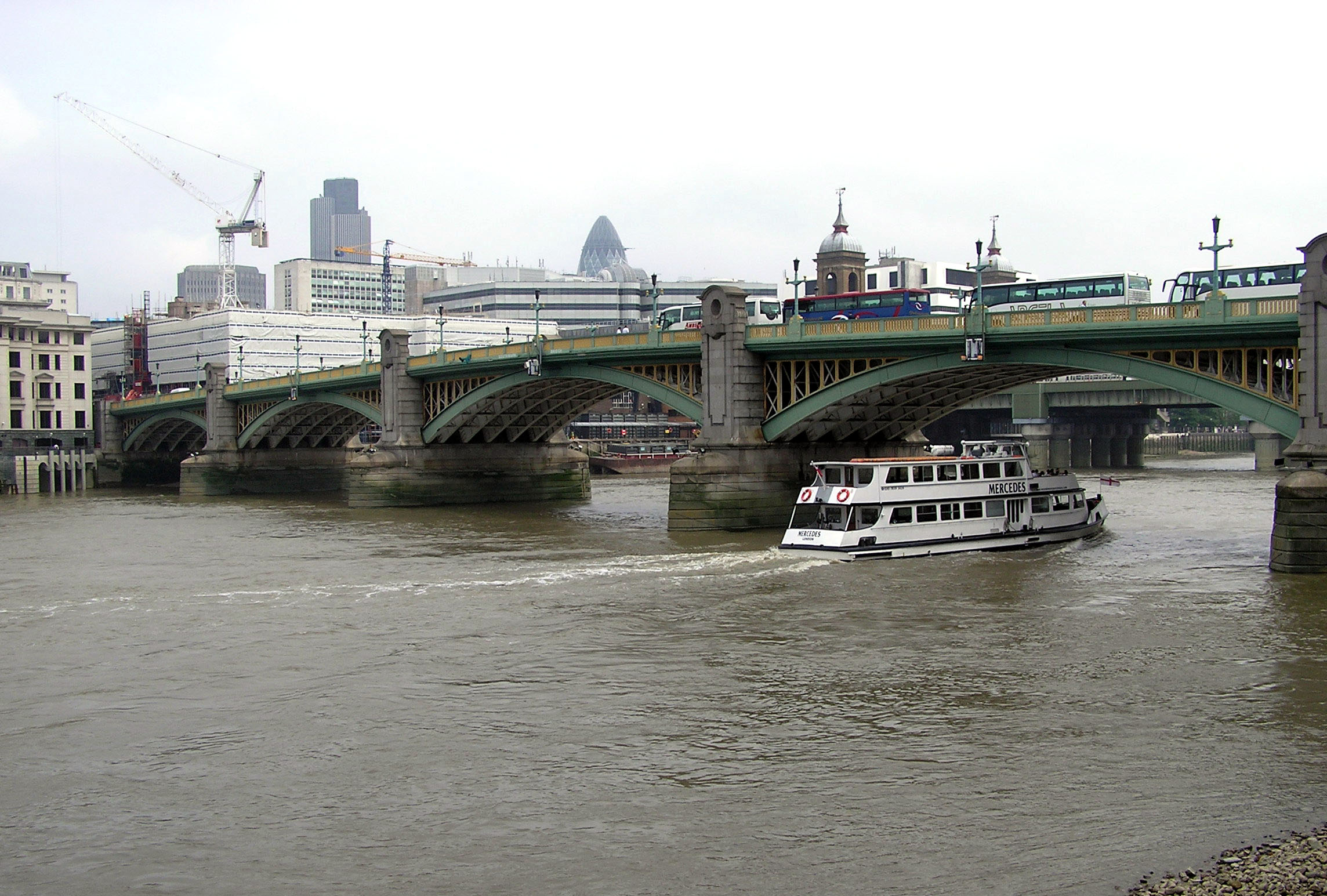
Southwark Bridge visto dalla riva sud del Tamigi.

Il Southwark Bridge è un ponte ad arco che collega Southwark e la City attraversando il Tamigi nella zona di Central London. Venne progettato da Ernest George e Basil Mott, costruito da Sir William Arrol & Co. ed inaugurato nel 1921.

## Storia
Il ponte precedente esistente sul sito, era stato aperto nel 1819 ed era costituito da tre campate in ferro sostenute da piloni in granito. Esso era noto come  "Iron Bridge" in contrapposizione al London Bridge noto come "Stone Bridge". Il ponte era considerato un record in quanto era stato il primo ponte in ferro ad avere una campata sospesa di 80 metri. Esso è frequentemente menzionato da Charles Dickens nei suoi romanzi Little Dorrit e Our Mutual Friend.

## Dintorni
Il terminale sud del ponte è vicino alla Tate Modern, il Globe Theatre e la sede del Financial Times, mentre il terminale nord è vicino alla Cannon Street Station. Sotto il ponte, sulla riva sud, vi sono alcuni vecchi scalini presso i quali i barcaioli del Tamigi ancoravano le loro imbarcazioni in attesa di passeggeri da traghettare.

## Ponte vicino
Il ponte successivo verso monte è il Millennium Bridge e quello precedente verso valle il Cannon Street Railway Bridge.